# Féeries
 (janvier 2023).
Féeries est une revue scientifique littéraire créée en  2003 par Jean-François Perrin (professeur à l'Université Stendhal-Grenoble et membre de l'UMR Litt&arts). Elle est consacrée au conte merveilleux de langue française, du XVIIe au XIXe siècle. La revue accueille des articles hors thématique (varia) et des éditions de contes.

## Portée de la revue
Féeries est accessible en texte intégral sur OpenEdition Journals. Les numéros 1 à 13 sont disponibles à la fois en texte intégral papier (UGA Editions) et en accès libre sur internet. Depuis 2017, la revue est publiée exclusivement en ligne.

## Numéros parus
- Le Recueil, no 1, février 2004 (dossier thématique dirigé par Jean-François Perrin)
- Le Conte oriental, no 2, février 2005 (dir. Jean-Paul Sermain)
- Politique du conte, no 3, février 2006 (dir. Anne Defrance)
- Le conte, la scène, no 4, octobre 2007 (dir. Christelle Bahier-Porte)
- Le rire des conteurs, no 5, 2008 (dir. Jean Mainil)
- Le conte, les savoirs, no 6, 2009 (dir. Aurélia Gaillard)
- Le Conte et la Fable, no 7, 2010 (dir. Aurélia Gaillard et Jean-Paul Sermain)
- Le merveilleux français à travers les siècles, les langues, les continents, no 8, 2011 (dir. Jean-Mainil)
- L'intertextualité des contes des Grimm, no 9, 2012 (dir. Ute Heidmann)
- Conte et croyance, no 10, 2013 (dir. Emmanuelle Sempère)
- L'illustration des contes, no 11, 2014 (dir. Anne Defrance)
- A la croisée des genres : intergénéricité du merveilleux au XIXe siècle, no 12, 2015 (dir. Vérane Partensky)
- Conte et morale(s), no 13, 2016 (dir. Jean Mainil et Jean Paul Sermain)
- Conte merveilleux et poésie, no 14, 2017 (dir. Bertrand Vibert)
- L'univers sensible des contes, no 15, 2018 (dir. Christelle Bahier-Porte et Emmanuelle Sempère

## L'équipe

### Directrice de la publication
En 2010, Anne Defrance a succédé à Jean-François Perrin.
Anne Defrance est maître de conférences HDR à l'Université Bordeaux Montaigne où elle enseigne la littérature française des XVIIe et XVIIIe siècles. Membre de TELEM (U. Bordeaux Montaigne) et membre associée de l'UMR Litt&arts (U. Grenoble Alpes), elle a publié une thèse sur Les contes de fées et les nouvelles de Madame d'Aulnoy (Droz, 1998), plusieurs ouvrages collectifs, ainsi que deux volumes d'éditions critiques de contes du XVIIIe siècle (en collaboration, parus chez Honoré Champion dans la "Bibliothèque des Génies et des Fées" (vol. 11 Pajon - Cazotte - Tessin - Duclos - Diderot) et vol. 16). Ses travaux de recherche portent essentiellement sur le conte merveilleux des XVIIe et XVIIIe siècles.
Jean-François Perrin est professeur émérite de littérature française. Il a été à l'initiative de la création de Féeries qu'il a conduite de 2004 à 2010. Dans le domaine du conte, il a publié L'orientale allégorie: le conte oriental au XVIIIe siècle en France, (1704-1774), chez Champion (2015), dirigé l'édition critique des Contes de Th.-Simon Gueullette chez le même éditeur (BGF 9, 3 vol., 2010), et co-publié trois colloques relatifs à ce domaine. De 1994 à 2011, il a enseigné à l'Université Stendhal-Grenoble III. Ses domaines de recherches portent sur l'œuvre et la pensée de Jean-Jacques Rousseau, sur le conte merveilleux des XVIIe et XVIIIe siècles et sur la poétique romanesque de la mémoire dans la littérature française jusqu'à Proust.

### Comité de rédaction
- Christelle Bahier-Porte (U. Saint-Étienne)
- Anne Defrance (U. Bordeaux Montaigne)
- Aurélia Gaillard (U. Bordeaux Montaigne)
- Jean Mainil (U. Gand - Belgique)
- Emmanuelle Sempère (U. Strasbourg)
- Jean-Paul Sermain (U. Sorbonne Nouvelle - Paris 3)

### Comité scientifique
- Christelle Bahier-Porte (U. Saint Étienne)
- Anne Defrance (U. Bordeaux Montaigne)
- Aurélia Gaillard (U. Bordeaux Montaigne)
- Jean Mainil (U. Gand - Belgique)
- Éric Méchoulan (U. Université – Canada)
- Jean-François Perrin (U. Grenoble Alpes)
- Raymonde Robert (U. Nancy)
- Emmanuelle Sempère (U. Strasbourg)
- Jean-Paul Sermain (U. Paris 3)
- Bertrand Vibert (U. Grenoble Alpes)